# Mas de la Canova
El Mas de la Canova és un mas situat al municipi d'Esponellà a la comarca catalana del Pla de l'Estany.